# معالجة وريدية
| link = | هذه المقالة يمكن توسيعها اعتمادا على الترجمة في ويكيبيديا الإنجليزية. اضغط [هنا] للتعليمات. - تُعدُّ الترجمةُ الآليةُ من كوكل بمثابةِ نقطةِ انطلاقٍ مُفيدةٍ للترجمات، ولكن يَجبُ على المُترجمينَ مُراجعةُ الأخطاءِ الّتي قد تُصاحبُ الترجمةَ حسبَ الضرورة، والتأكيد على دقةِ الترجمة، بدلاً من مجردِ نسخِ النصِّ المُترجمِ آلياً إلى ويكيبيديا. - لا تُترجمِ النصَّ الذي يبدو غيرَ موثوقٍ أو مُنخفضَ الجودة. تَحقِّقْ من النص بالتأكدِ من المَراجعِ الواردةِ في المقالةِ باللغةِ الأجنبية «إذا كان ذلك مُمكناً». - يجب إضافة قالب {{صفحة مترجمة}} بعد الترجمة إلى صفحة نقاش المقالة لضمان الامتثال لحقوق النشر. - لمزيد من الإرشاد، انظر ويكيبيديا:ترجمة مقالات إلى العربية. |

العلاج الوريدي أو المُعالجة الوريدية (بالإنجليزية: Intravenous therapy)، وتُعرف أيضًا بـ: العلاج عن طريق الوريد أو العلاج بالقسطرة الوريدية أو المحاليل الوريدية (Intravenous Fluids)
هو علاج عبر نقل السوائل مباشرةً إلى الوريد. يمكن حقن الدواء الوريدي، باستخدام محقنة عند ضغط عالٍ؛ وكذلك في التسريب، الذي عادةً ما يتم تحت الضغط الذي توفره الجاذبية. يشار إلى التسريب الوريدي عادةً بالتستيل.
الطريق الوريدي هو أسرع طريق لإعطاء الأدوية وتعويض السوائل في جميع أنحاء الجسم، لأنه يُدخل المواد مباشرةً في جهاز الدوران. يمكن استخدام العلاج الوريدي لتعويض حجم السوائل، أو لعلاج اضطرابات الكهارل، أو لإعطاء الأدوية، أو في عمليات نقل الدم.

## نوع المدخل
يمكن تصنيف أنظمة الإعطاء الوريدي حسب نوع الوريد الذي يدخل فيه الأنبوب، الذي يسمى القسطر.

### الخطوط المحيطية
يُستخدم الخط الوريدي المحيطي في الأوردة المحيطية (الأوردة في الذراعين واليدين والساقين والقدمين). هذا هو النوع الأكثر شيوعًا من العلاج الوريدي.

### الخطوط المركزية
تحتوي الخطوط الوريدية المركزية على قساطر تُدخل في الوريد وتُفرغ ضمن وريد مركزي كبير (وريد داخل الجذع)، عادةً الوريد الأجوف العلوي أو الوريد الأجوف السفلي أو الأذين الأيمن للقلب.
تشمل دواعي تفضيل الإعطاء عبر الخط الوريدي المركزي على الخط المحيطي الأكثر شيوعًا ضعف إمكانية الوصول إلى الخط الوريدي المحيطي. إحدى هذه الدواعي الشائعة هي حاجة المرضى إلى أدوية مسربة وريديًا على مدى فترة طويلة من الزمن، مثل إعطاء الصادات الحيوية على مدى أسابيع قليلة لعلاج التهاب العظم والنقي. إحدى الدواعي الأخرى هي إمكانية المواد المسربة أن تهيج بطانة الأوعية الدموية مثل حالة التغذية الكاملة بالحقن، إذ يمكن أن يؤدي محتواها العالي من الغلوكوز إلى تلف الأوعية الدموية، وبعض نظم العلاج الكيميائي. يكون التلف أقل في الأوعية الدموية لأن الأوردة المركزية لها قطر أكبر من الأوردة المحيطية، ويكون تدفق الدم فيها أسرع. عادةً ما تُحقن رافعات التوتر الوعائي (مثل نورإبينفرين، وفازوبرسين، وإبينيفرين، وفينيليفرين، وغيرها) عبر الخطوط مركزية لتقليل خطر حدوث تسرب.
من المزايا الأخرى إمكانية إعطاء العديد من الأدوية في وقت واحد، حتى لو لم تكن متوافقة كيميائيًا ضمن أنبوب واحد حيث توجد مساحة لعدة حجرات متوازية (لمعة) داخل القسطر. يُعتقد عمومًا أنه يمكن دفع السائل بشكل أسرع من خلال الخط المركزي؛ ومع ذلك، غالبًا ما يكون قطر كل تجويف أصغر من قطر قنية محيطية ذات سعة كبيرة. يمكن لمقدمي الرعاية أيضًا قياس الضغط الوريدي المركزي والمتغيرات الفزيولوجية الأخرى ضمن الخط المركزي. تكون هذه الخطوط أيضًا أطول، وكما يتضح من قانون بوازوي، تتطلب ضغطًا أعلى لتحقيق التدفق نفسه، وتكون جميع المتغيرات الأخرى متكافئة.
تحمل الخطوط الوريدية المركزية مخاطر النزيف والعدوى والغرغرينا وتشكل صمة خثارية وصمة غازية. غالبًا ما يصعب إدخالها بشكل صحيح إذ لا تكون الأوردة مجسوسة عادةً وتعتمد على طبيب متمرس يعرف العلامات المناسبة و/أو يستخدم مسبار الأمواج فوق الصوتية لتحديد موقع الوريد ودخوله بشكل آمن. تكون البنى المحيطة مثل غشاء الجنب والشريان السباتي معرضة أيضًا لخطر التلف مع احتمالية حدوث استرواح الصدر أو حتى إدخال القنية في الشريان.
هناك عدة أنواع من الطرق الوريدية المركزية، اعتمادًا على الطريق الذي يسلكه القسطر من خارج الجسم إلى الوريد.

## الاستخدامات الطبية
تشمل المواد التي يمكن ضخها عن طريق الوريد موسعات الحجم، والمنتجات الدموية، وبدائل الدم، والأدوية والتغذية.

### موسعات الحجم
هناك نوعان رئيسيان من موسعات الحجم: البلورانيات والغروانيات. البلورانيات هي محاليل مائية لأملاح معدنية أو جزيئات أخرى قابلة للذوبان في الماء. تحتوي الغروانيات على جزيئات أكبر غير قابلة للذوبان، مثل الجيلاتين. يعد الدم سائلًا غروانيًا.
- أكثر السوائل البلورانية استخدامًا هو المحلول الملحي العادي، محلول كلوريد الصوديوم بتركيز 0.9%، وهو قريب من التركيز الدموي (متساوي التوتر). محلول رينغر اللاكتاتي أو شبيهه محلول أسيتات لينغر، هي محاليل منخفضة التوتر بشكل معتدل وغالبًا ما تُستخدم لدى المصابين بحروق كبيرة.
- تحافظ الغروانيات على ضغط تناضحي غرواني مرتفع في الدم، بينما يقل هذا الضغط باستخدام البلورانيات نتيجة تخفيف الدم. لا يبدو أن هناك فائدة من استخدام الغروانيات على البلورانيات. تكون البلورانيات بشكل عام أرخص بكثير من الغروانيات. (الدم، الألبومين، البلازما، إلخ.)[2]
- تكون موسعات الحجم إما متساوية التوتر أو منخفضة التوتر أو مفرطة التوتر. لا ينصح بإعطاء السوائل منخفضة التوتر بشكل عام لدى الأطفال بسبب زيادة خطر حدوث أضرار.[3]

أفضل طريقة لتحديد ما إذا كان الشخص سيستفيد من السوائل هو إجراء وضعية الصدمة متبوعةً بقياس النتاج القلبي.

### الأدوية
يمكن خلط الأدوية مع السوائل المذكورة أعلاه. مقارنةً بطرق الإعطاء الأخرى، مثل الأدوية التي تؤخذ عن طريق الفم، يعد الطريق الوريدي أسرع طريق لإعطاء السوائل والأدوية في جميع أنحاء الجسم. يبلغ التوافر الحيوي للدواء المُعطى بالوريد 100%، على عكس الأدوية الفموية إذ يُفقد الكثير من الدواء أثناء عملية الهضم قبل دخول الدورة الدموية. يمكن إعطاء أنواع معينة من الأدوية عن طريق الوريد فقط، كما في حالة عدم حدوث امتصاص كافٍ في طرق الإعطاء الأخرى مثل الطريق المعوي. تشمل الأمثلة الغلوبيولين المناعي الوريدي والبروبوفول.

### منتجات الدم
منتج الدم (أو ناتج الدم) هو أي مكون من مكونات الدم يُجمع من متبرع لاستخدامه في عمليات نقل الدم. يمكن أن تكون عمليات نقل الدم منقذة للحياة في بعض الحالات، كما في حالة فقدان الدم الهائل الناتج عن صدمة، أو يمكن استخدامها لتعويض الدم المفقود أثناء الجراحة. يمكن أيضًا استخدام عمليات نقل الدم لعلاج فقر الدم الحاد أو قلة الصفيحات الناجم عن أمراض الدم. يحتاج الأشخاص المصابون بالهيموفيليا عادةً إلى تعويض عامل تخثر، وهو جزء صغير من كامل الدم. قد يحتاج الأشخاص المصابون بفقر الدم المنجلي إلى عمليات نقل دم متكررة. كانت عمليات نقل الدم الأولى تُجرى بنقل الدم بالكامل، لكن الممارسة الطبية الحديثة عادةً ما تستخدم مكونات الدم فقط، مثل البلازما المتجمدة الجديدة أو الرسابة البردية.
بدائل الدم (تسمى أيضًا «الدم الاصطناعي») هي مواد اصطناعية تهدف إلى توفير بديل للمنتجات الدموية المأخوذة من متبرعين. بدائل الدم الرئيسية المستخدمة اليوم هي موسعات الحجم مثل البلورانيات والغروانيات المذكورة أعلاه. أيضًا، بدأت «بدائل حاملة للأكسجين» في الظهور.

### المحلول المنظم
تستخدم المحاليل المنظمة لعلاج الحماض أو القلاء الدموي. يملك محلول رينغر اللاكتاتي أيضًا فعالية منظمة خفيفة. المحلول الأكثر استخدامًا في التنظيم هو بيكربونات الصوديوم الوريدي.

### التغذية
تعتمد التغذية بالحقن على تغذية الشخص بالطريق الوريدي، متجاوزةً العملية المعتادة التي تتمثل بالأكل والهضم. يتلقى الشخص المواد الغذائية التي تتضمن الأملاح والجلوكوز والأحماض الأمينية والدهون والفيتامينات المضافة.

## الغرض
يتم اللجوء إلى العلاج بالقسطرة الوريدية في حالات عديدة منها:
- في حالة صعوبة تناول الدواء عن طريق الأكل أو الشرب.
- إذا احتجنا إلى تسريع مفعول الدواء، أو في حالة صعوبة تناول الدواء عن طريق الفم.
- في حالات نقل الدم أو محتوياته.
- عند الحاجة إلى تغذية المريض بسائل خاص يسمى TPN.

## جهاز العلاج بالقسطرة الوريدية

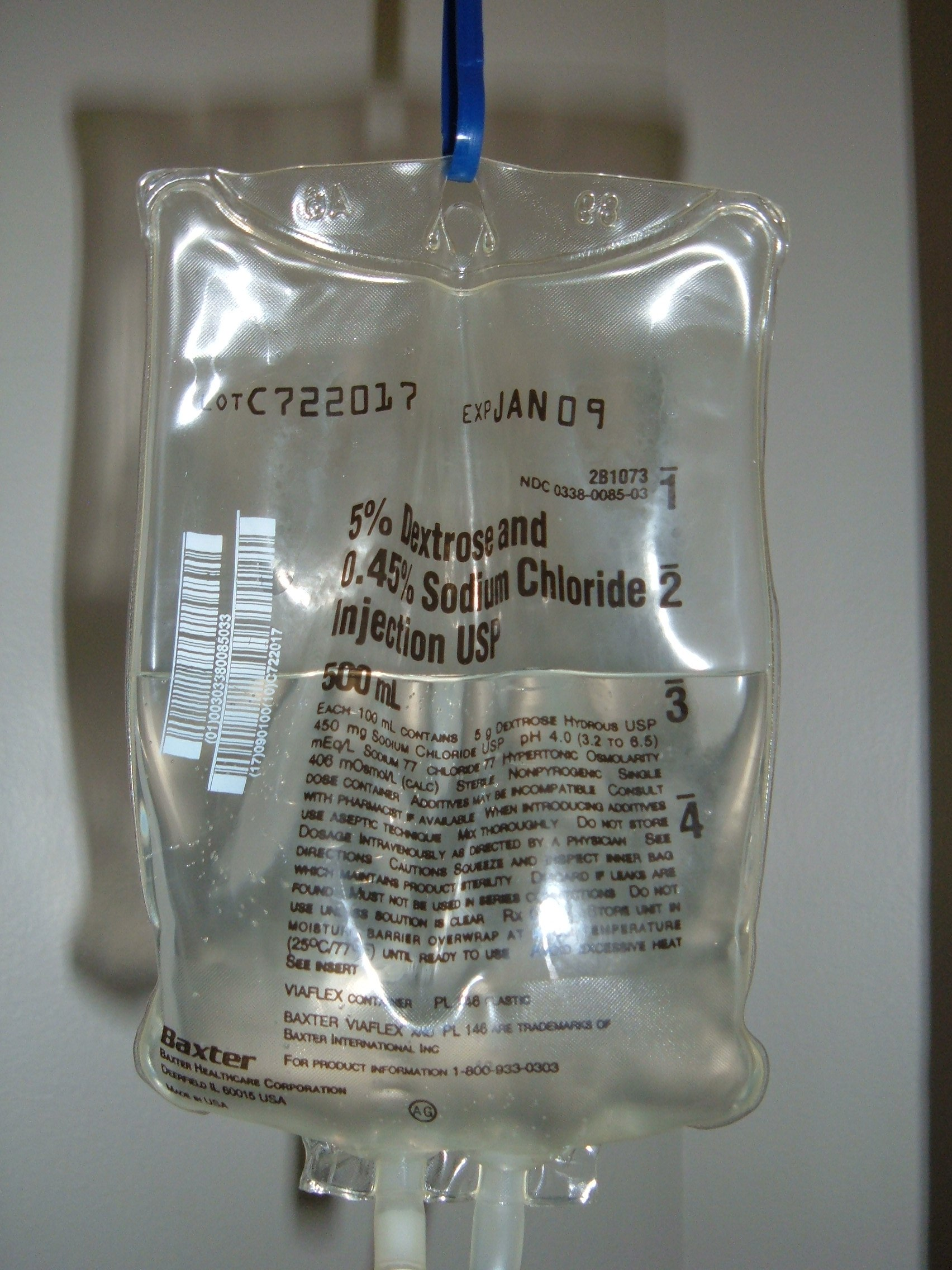
الكيس السائل أو الدواء

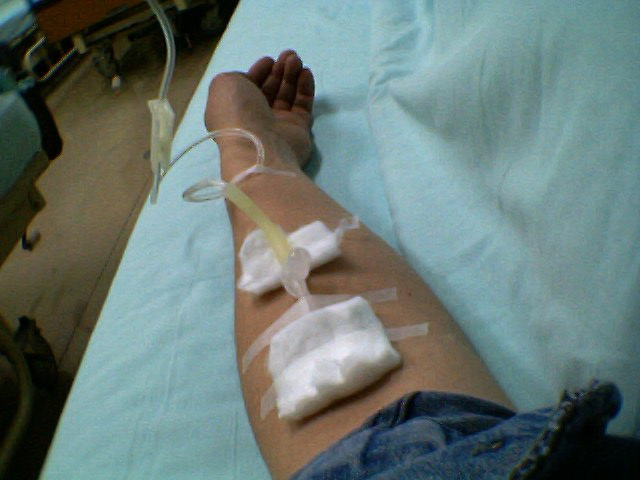

يتكون الجهاز من عدة أجزاء
- السائل أو الدواء : عادة ما يوضع في حافظة بلاستيكية تعلق على حامل خاص في الجهاز( IV Pole)، وتختلف أنواع السوائل

المستخدمة وألوانها باختلاف حالة المريض. أحياناً تكون الحافظة ذات ألوان قاتمة وذلك لحماية السائل من الضوء.
- القسطرة الوريدية : هذا الجزء إما أن يكون مصنوع من البلاستك أو المعدن، ويتم توصيلة إلى الجسم إما عن طريق اليد أو الرجل ثم تثبت بعد

ذلك بشريط لاصق. أحياناً قد يستخدم أكثر من قسطرة وريدية واحدة في نفس الوقت على نفس المريض.
غالباً لا تكون القسطرة الوريدية مؤذية، ولكن يجب استدعاء المختص في حالة حدوث أي من الحالات التالية:
- ألم.
- انتفاخ.
- نزيف .
- احمرار أو توهج.
- عدم ثبات اللاصق.
- تسرب الدواء خارج الجهاز أو الجسم.
- خروج الدم من الجسم إلى داخل أنبوبة الدواء.
- المضخة : هي الجزء الرئيسي في الجهاز حيث يوصل بها أنبوب السائل أو الدواء ويتم التحكم بسرعته وكميته قبل توصيله إلى المريض. تحتوي المضخة على لأجهزة إنذار تصدر صوتاً في حالة وقوف الجهاز عن العمل، وهذا الإنذار لتنبيه المختص بوجوب تفحص أنبوبة وحافظة الدواء وبعد ذلك يغلق الإنذار.